# Bernardo Castello
Bernardo Castello ou Castelli (Albaro, 1557 - 1629) est un peintre italien baroque, de la famille d'artistes Castello active à Gênes.

## Biographie
Bernardo Castello commence son apprentissage auprès d'Alessandro Semini et de Luca Cambiaso.
Ami de  Torquato Tasso, sous son influence il conçoit  les figures du Gerusalemme Liberata. Certains de ses sujets ont été gravés par Agostino Carracci.
Un certain nombre de ses travaux sont exécutés à Gênes et il a été utilisé ainsi qu'à Rome et à la cour du duc de Savoie.
Il est le père et le maître de ses deux fils, Giovanni Battista et Bernardino Castello.
Il meurt quand son troisième fils, Valerio Castello, est seulement âgé de six ans.

## Œuvres
- Orléans, musée des Beaux-Arts: Les Litanies de la Vierge, huile sur onyx, 51 x 54 cm (disparu durant la Seconde Guerre mondiale)[4].